# Torenia hirsutissima
Torenia hirsutissima är en tvåhjärtbladig växtart som beskrevs av Bonati. Torenia hirsutissima ingår i släktet Torenia och familjen Linderniaceae. Inga underarter finns listade i Catalogue of Life.